# Borda de Gaspar
La Borda de Gaspar és una borda al terme municipal de la Torre de Cabdella, a l'antic terme de Mont-ros, al Pallars Jussà. És al sud-est del poble de Molinos, i a l'oest-nord-oest de Mont-ros. També queda al nord-est de la borda de Batalla i a ponent de la borda de Gulló.